# 第4號交響曲 (布魯克納)
安東·布魯克納的E♭大調第4號交響曲《浪漫》，作品號WAB 104，是作曲家最受歡迎的作品之一。此首交響曲寫於1874年，並在之後經過數次修改直到1888年。該作品是作曲家獻給霍恩洛厄希靈斯菲斯特（Hohenlohe-Schillingsfürst）親王 Konstantin。並於1881年於維也納由漢斯·里希特指揮成功首演。

## 背景
標題
第四號交響曲的標題《浪漫》是作曲家首先起用的，可是這並非指現代的浪漫愛情概念，而是像理察·華格納於歌劇《羅恩格林》及《齊格弗里德》當中所描述的中世紀浪漫。
主題
有不少證據顯示布魯克納對第四號交響曲的主題已有一套詮釋。在一封於1884 年12月8日給指揮赫爾曼·列維的信中，布魯克納寫道：
「在第一樂章，經過一整夜的睡眠，號角宣示了新的一天；第二樂章是歌曲；第三樂章的三重奏是獵人在林中的娛興。」
作曲家在1890年12月22日給保罗·海泽（Paul Heyse）的信中亦有類似的段落：
「在第四號交響曲《浪漫》中，第一樂章嘗試描寫號角從市鎮大廳宣告白晝來臨！接著生活繼續下去；第二主題是啁啾鳥鳴；第二樂章是歌曲、禱告、小夜曲；第三樂章是獵人們在休息時，森林中午餐的情景。」
1878年版本的交響曲手稿，諧謔曲和終章有Jagdthema（狩獵主題）、Tanzweise während der Mahlzeit auf der Jagd（獵人在打獵期間休息進餐時的舞蹈音調）及Volksfest等筆記。
除了這些直接從布魯克納得來的線索外，音樂學家 Theodor Helm 通過與作曲家的助手伯恩哈德·杜布勒（Bernhard Deubler）通訊得出一個更仔細的描述：
中世紀城堡－破曉－塔上傳出清晨的信號－城門打開－騎士們騎馬出城－進入神秘森林－林中細語－鳥兒歌唱－由此開展浪漫情景。
至於對第三個版本（1880）的最終樂章，作曲家似乎並沒有任何明確示意。

### 出版

#### 各版本
自1930年起，研究布魯克納的學者普遍認同以下三個主要稿本，但其中兩個有多於一種形式存在︰
- 初稿：1874
- 第二稿：1878-1883 （或可能是1876-1886）
- 第三稿：1887-1888

第四號交響曲現最少有七個可以識別的版本。
- 1874年版本：最早的版本，是布魯克納於1874年1月2日至11月22日創作，由利奥波德·诺瓦克（英语：Leopold Nowak）編輯並於1975年出版。雖然詼諧曲曾在1909年12月12日於奧地利林茲演奏，但此版本之交響曲卻未有在作曲家在生時演出或出版。第一次完整的演奏是在1975年9月20日，地點同樣也是在林茲，由慕尼黑愛樂樂團在库尔特·沃斯（英语：Kurt Wöss）棒下演奏，此時已離作品完成後的一百年多了。1874年版本的第一個錄音，是在1982年9月由殷巴爾指揮法蘭克福廣播交響樂團演奏。（CD 2564 61371-2）
- 1878年版本：布魯克納完成第四號交響曲之後，開始創作第五號交響曲。當他完成第五號交響曲後，他再重新修改第四號，雖然部份可能在1876年至1877年修改。在1878年1月18日至1878年9月30日之間，他徹底修改第四號交響曲的頭兩個樂章，並以一個新的樂章名為Volksfest取代了原本的終章。這首Volksfest終章收錄於1936出版罗伯特·哈斯（英语：Robert Haas (musicologist)）版本之附錄裡及利奥波德·诺瓦克在1981年以另一版本出版。
- 1880年版本：在休息了一年之后（在这期间布鲁克纳写了他的F大调弦乐五重奏），布鲁克纳又拾起第四交响曲开始编辑。在1879年11月19日到1880年6月5日之间他谱写了新的末乐章。这是第三个末乐章版本，尽管它与第一个版本的末乐章有许多相同的动机与主题。[3]这个版本弃用了1878版本中的Volksfest末乐章。因此1880年版本与1878年版本仅有末乐章不同。此版本在1881年2月20日于本作品世界首演时被使用，并且是首次非作曲家本人指挥的首演。此版本有时被称为1878/80年版本。
- 1881年版本：1881年版本与1880年版本基本相同，唯有在首演后对慢乐章进行了裁剪及对末乐章进行了编辑。这个版本在1936年出版的由罗伯特·哈斯根据奥地利国家图书馆中收录的布鲁克纳手稿而编纂版本中有收录。[4]
- 1886年版本：1886年版本与1881年版本的区别在于布鲁克纳为要将曲谱带去纽约的安东·塞德尔（英语：Anton Seidl）做了些许改动。这个版本在1953年由诺瓦克根据当年抄写员留下的手稿编纂的版本中有收录。抄写员的手稿是在1952年被发现的，现在收藏在哥伦比亚大学的典藏当中。诺瓦克的版本在标题上写的是“1878-1880版本”，但实际上是塞德尔在1888年4月4日于纽约表演时使用的版本。
- 1887年版本：在费迪南德·洛维的帮助下（弗朗兹·肖克与约瑟夫·肖克两兄弟可能也曾协助进行编辑。肖克两兄弟皆为布鲁克纳的学生。），布鲁克纳于1887至1888年将第四交响曲从头到尾都进行了编辑，并打算将之出版。尽管洛维和肖克兄弟都参与了对乐曲的修改，这一版本仍被认为是布鲁克纳本人认可的。这一版本由汉斯·里希特于1888年1月20日执棒的维也纳演出获得了绝大成功。现今唯一留存下来的保留了作曲过程的这一版本手稿是印刷厂刻工留存下来的用于印刷的刻印曲谱。刻印曲谱是为维也纳的出版商阿尔弗雷德·J·古德曼准备的。这一刻印版本所参考的誊写版本曲谱已不知道是谁制作的，但有可能就是洛维和肖克两兄弟誊写下来的。其中一位誊写员负责誊写第一与第四乐章，而另外两位负责誊写第二与第四乐章。乐谱中还出现了第四位编辑者留下的情感与节拍注释，这些有可能是汉斯·里希特在为1888年1月的演出进行排练时写下的，亦或者有可能是布鲁克纳本人留下的注记。刻印版本现留存在维也纳的一处不对外开放的私人收藏中。但是有全部手稿的黑白照片公开展示在维也纳城市图书馆。[5]
- 1888年版本：1888年2月，布鲁克纳在听过1887年版本的首演之后对交响曲的四个乐章进行了又一次大篇幅的修改。这些修改是由布鲁克纳亲自在刻印版本上进行修改并注明日期的。刻印版本之后于1888年5月15日至6月20日之间被发往维也纳的出版商阿尔伯特·J·古德曼。在1889年9月古德曼出版了这一版本的曲谱。这是第四交响曲在作曲家生前唯一一次出版。在1890年古德曼又出版了一套勘误本来订正1889年出版版本中的一些印刷错误。1888版本有时会被布鲁克纳研究者们称为“修改版”。
- 马勒版本：古斯塔夫·马勒对1888年版本进行了重度修改、裁剪和重新配器。现存一套由格纳迪·罗许德兹特温斯基执棒的录音。

## 分析

### 配器
| - 木管樂器 - 長笛：2 - 雙簧管：2 - 單簧管：2 - 低音管：2 | - 銅管樂器 - 圓號：4 - 小號：3 - 長號：3 | - 定音鼓 | - 弦樂器 |

依照工具書《管弦樂作品手冊》指示，本曲之配器可簡記為"2 2 2 2—4 3 3 0—tmp—str"。自1878年之後的版本，低音號也同時加入在配器中。1889年出版的樂譜則包括第三部長笛（兼任短笛）及一對鈸。

### 結構
作品包括四個樂章︰
1. 略為感性地，審慎的快板
2. 行板
3. 諧謔曲
4. 終曲

## 外部連結
- 布魯克納第4號交響曲：国际乐谱典藏计划上的乐谱